# John Hahn-Petersen
John Charles Hahn-Petersen (født 4. november 1930 på Frederiksberg, død 4. januar 2006 i København) var en dansk skuespiller.
John Hahn-Petersen var kontorelev i ØK og kom siden på Odense Teaters elevskole, hvor han debuterede i Soyas Den lyse nat i 1955. Efter elevtiden kom han til Aarhus Teater, hvor han sammen med Preben Harris i 1963 stiftede den lille eksperimentalscene Svalegangen. Da Preben Harris blev teaterdirektør på Gladsaxe Teater og siden Folketeatret fulgte John Hahn-Petersen med. Han var en del af Folketeatrets faste ensemble i 17 år og kom i slutningen af 1980'erne til Det Kongelige Teater. I en periode var han engageret på TV-Teatret og slog i tv-serien Matador for alvor igennem som den pligtopfyldende jøde hr. Stein i Korsbæk Bank. Tv-seerne vil også huske John Hahn-Petersen i rollen som Verner Boye-Larsen, formand på Krone-taxa i tv-serien TAXA. Også i tv-serien Krøniken medvirkede han i rollen som forlagsdirektør Berg.
Gennem sine mange teaterår har John Hahn-Petersen spillet en række markante roller: Gengangere, Tartuffe, Genboerne, Skatteøen og Woyzeck, ligesom han på Folketeatret (1992) har spillet Gamle Levin i Indenfor Murene. Det var ikke planen, at John Hahn-Petersen skulle have været med i Henri Nathansens succesforestilling Indenfor Murene, men i januar 2006 fik han overdraget rollen som Gamle Levin fra Jørgen Reenberg, som var sygemeldt. John Hahn-Petersen døde om aftenen den 4. januar 2006 i sin garderobe på Det Kongelige Teater kort før han skulle på scenen i Indenfor Murene. De næste 18 forestillinger af Indenfor Murene blev taget af plakaten efter Hahn-Petersens død.
John Hahn-Petersen lagde stemme til i en lang række tegnefilm. Nogle af de mest kendte roller var: Peter Plys, Joakim von And, Hr. Potato Head (Toy Story og Toy Story 2), Kloksworth (Skønheden og udyret), Mumifar i Mumitroldene og Jumba (Lilo & Stitch og Lilo & Stitch 2).
John Hahn-Petersen blev æreskunstner i Østermarie i 2004.

## Udvalgt filmografi
| År   | Titel                             | Rolle                          | Note(r)    |
| ---- | --------------------------------- | ------------------------------ | ---------- |
| 1958 | Lyssky transport gennem Danmark   | Petersen, ansat hos Hermansen  |            |
| 1958 | Styrmand Karlsen                  | Sømand, gæst i Havfruen        |            |
| 1960 | Tro, håb og trolddom              | Bartender                      |            |
| 1966 | Dyden går amok                    | Edward Forstmand, magister     |            |
| 1975 | Olsen-banden på sporet            | mand fra skattevæsnet          |            |
| 1978 | Du er ikke alene                  | Justesen, lærer                |            |
| 1979 | Olsen-banden overgiver sig aldrig | politiassistent                |            |
| 1981 | Historien om Kim Skov             | Skoleinspektør                 |            |
| 1982 | Thorvald og Linda                 | Ingeniøren                     |            |
| 1982 | Det parallelle lig                | Larsen, Thomsens kollega       |            |
| 1985 | Orions bælte                      | tysk turist                    | norsk film |
| 1986 | Oviri                             | Sekretær i koloniministeriet   |            |
| 1986 | Barndommens gade                  | Gadebtjent                     |            |
| 1988 | Baby Doll                         | Evas far                       |            |
| 1989 | Retfærdighedens rytter            | Fezzor                         |            |
| 1991 | Høfeber                           | Fisker                         |            |
| 1991 | De nøgne træer                    | Bådværkstedslederen            |            |
| 1992 | Jesus vender tilbage              | Fængselspræst                  |            |
| 1992 | Sofie                             | Colin                          |            |
| 1993 | Sort høst                         | Læge                           |            |
| 1997 | Nonnebørn                         | Præst                          |            |
| 1997 | Riget II                          | Nivesen                        |            |
| 1998 | Forbudt for børn                  | Lægen                          |            |
| 2002 | Humørkort-stativ-sælgerens søn    | Bjerre, gammel forlagsdirektør |            |

| År      | Titel             | Rolle                                      | Note(r)      |
| ------- | ----------------- | ------------------------------------------ | ------------ |
| 1978-81 | Matador           | bogholderen hr. Stein                      |              |
| 1992    | Gøngehøvdingen    | Borgmester Nansen                          |              |
| 1994    | Alletiders Jul    | Svend Tveskæg                              | julekalender |
| 1997-99 | TAXA              | Verner Boye-Larsen, formand for Krone-taxa |              |
| 1997-98 | Strisser på Samsø | Lægen                                      |              |
| 2003-04 | Forsvar           | Jørgen Balslev, dommer                     |              |
| 2004-07 | Krøniken          | direktør Berg, Bergs Forlags               |              |

| År   | Titel                                 | Rolle           | Note(r)        |
| ---- | ------------------------------------- | --------------- | -------------- |
| 1990 | Bernard og Bianca: SOS fra Australien | Knark           |                |
| 1991 | Skønheden og udyret                   | Kloksworth      |                |
| 1995 | Toy Story                             | Hr. Potato Head |                |
| 1996 | Balladen om Holger Danske             | Kaliffen        | Også fortæller |
| 1999 | Toy Story 2                           | Hr. Potato Head |                |
| 2002 | Lilo & Stitch                         | Jumba           |                |
| 2005 | Lilo & Stitch 2                       | Jumba           |                |